# Trastuzumab emtanzin
Trastuzumab emtanzin (INN; Kadcyla, Ado-trastuzumab emtansin, Trastuzumab-DM1, T-DM1) je konjugat antela i leka koji se sastoji monklonalnog antitela trastuzumaba (Herceptina) vezanog za citotoksični agens mertanzin (DM1). Sam trastuzumab zasutavlja rast ćelija raka vezivanjem za HER2/neu receptor, dok mertanzin ulazi u ćelije i uništva ih vezivanjem za tubulin. Popto je antitelo specifčno za HER2 koji je prekomerno izražen na ćelijama raka, konjugat specifično isporućuje toksin ćelijama tumora.

## Literatura
- Hardman JG, Limbird LE, Gilman AG (2001). Goodman & Gilman's The Pharmacological Basis of Therapeutics (10. изд.). New York: McGraw-Hill. ISBN 0071354697. doi:10.1036/0071422803.
- Thomas L. Lemke; David A. Williams, ур. (2007). Foye's Principles of Medicinal Chemistry (6. изд.). Baltimore: Lippincott Willams & Wilkins. ISBN 0781768799.